# روبرت كونلي (صحفي)
روبرت كونلي (بالإنجليزية: Robert Conley)‏ هو صحفي أمريكي، ولد في 8 مايو 1928، وتوفي في 16 نوفمبر 2013 في فرجينيا في الولايات المتحدة بسبب سرطان.